# Karchevan
Karchevan (en arménien Կարճևան) est une communauté rurale du marz de Syunik en Arménie. En 2011, elle compte 256 habitants.

## Géographie

### Situation
Karchevan est située à 17 km de la ville de Meghri et à 95 km de Kapan, la capitale régionale.

### Topographie
L'altitude moyenne de Karchevan est de 920 m.

### Territoire
La communauté couvre 4 180 hectares, dont :
- 2 446 ha de terrains agricoles ;
- 279 ha de terrains industriels ;
- 50 ha alloués aux infrastructures énergétiques, de transport, de communication, etc. ;
- 1 249 ha d'aires protégées ;
- 46 ha d'eau[3].

## Politique
Le maire (ou plus correctement le chef de la communauté) de Karchevan est depuis 2005 Armen Avetisyan.
| Début | Fin      | Nom             | Parti            |
| ----- | -------- | --------------- | ---------------- |
| 2005  | 2008     | Armen Avetisyan |                  |
| 2008  | 2012     | Armen Avetisyan |                  |
| 2012  | En cours | Armen Avetisyan | Arménie prospère |

## Économie
L'économie de la communauté repose principalement sur l'agriculture.

## Démographie
| 2001 | 2008 | 2011 |
| ---- | ---- | ---- |
| 353  | 273  | 256  |